# Michael Hardie Boys
Sir Michael Hardie Boys (Wellington, 6 de octubre de 1931-29 de diciembre de 2023) fue un jurista neozelandés que se desempeñó como decimoséptimo gobernador general de Nueva Zelanda, en el cargo de 1996 a 2001.

## Biografía
Después de sus estudios en Hataitai School y Wellington College, Hardie Boys obtuvo una licenciatura en artes y una licenciatura en derecho en Victoria University College. Hardie Boys se casó con Mary Zohrab en 1957. Tuvieron dos hijos, dos hijas y ocho nietos.
Abogado de profesión, Hardie Boys se convirtió en juez del Tribunal Superior de Nueva Zelanda en 1980. En 1989 fue elevado a la Corte de Apelaciones y fue nombrado Consejero Privado. En 1994 fue elegido juez honorario en Gray's Inn, y en 1995 se convirtió en miembro honorario de Wolfson College, Cambridge.
También fue miembro visitante en Wolfson. En los honores de Año Nuevo de 1996, Hardie Boys fue nombrado Caballero de la Gran Cruz de la Orden de San Miguel y San Jorge.
En los honores del cumpleaños de la reina de 1996, Hardie Boys fue la primera persona nombrada como Caballero Gran Compañero de la Orden del Mérito de Nueva Zelanda.  También fue nombrado Caballero de la Orden de San Juan de Jerusalén en abril de 1996 .
Una vez finalizado su mandato el 21 de marzo de 2001, Sir Michael y Lady Hardie Boys fueron nombrados Compañeros adicionales de la Orden de Servicio de la Reina. En 1996, Hardie Boys causó controversia al manifestar su oposición a la sugerencia de la ministra de Asuntos de la Juventud, Deborah Morris, de que los jóvenes tengan acceso a anticonceptivos . Más tarde, en 2001, creó más controversia al hacer un ataque implícito al desguace del ala de defensa aérea de la Real Fuerza Aérea de Nueva Zelanda por parte del Gobierno Laborista de Clark.